# Sild i Trængsel
|  | Denne artikel er oprettet af botten PalnaBot ud fra en ekstern database. Den kan derfor have sproglige fejl eller mangler. Denne skabelon kan fjernes efter kontrol af indholdet. |

Sild i Trængsel er en dokumentarfilm fra 1943 instrueret af Ingolf Boisen efter eget manuskript.

## Handling
En film om brislingfiskeri og konservesindustri.